# Dawn (journal)
Pour les articles homonymes, voir Dawn.
Dawn est un journal pakistanais de langue anglaise. Il est le plus ancien du pays et le quotidien anglophone le plus lu. Il est fondé en 1941 par Muhammad Ali Jinnah.

## Diffusion
En 2004, il était diffusé à 138 000 exemplaires par jour avec un nombre de lecteurs estimé à 759 000. Il rivalise avec un autre journal de langue anglaise, The News International.
Le journal possède un site internet d'information et dispose depuis 2007 de sa propre chaîne de télévision d'information en continu.